# Kocsis Sándor (labdarúgó)

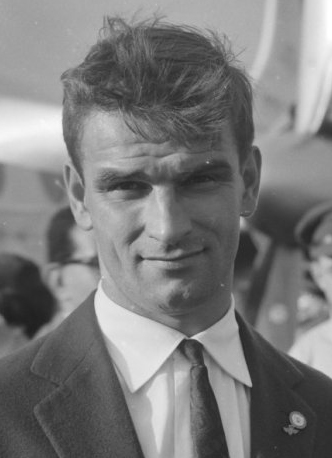
1960. augusztus 23., Schiphol

Kocsis Sándor (beceneve Kocka; Budapest, 1929. szeptember 21. – Barcelona, 1979. július 22.) magyar válogatott labdarúgó, az Aranycsapat kiemelkedő csatára. 
A World Soccer Magazine 1999 decemberében a 20. század 100 legnagyszerűbb labdarúgó játékosa közé sorolta.  Életében 904 mérkőzésen lépett pályára, és 1183  gólt szerzett, mérkőzésenkénti gólátlaga 1,31 volt.
Páratlan rugalmasságának köszönhetően az ellenfél kapusánál rendszerint magasabbra ugrott és úgy fejelte be a labdát a hálóba. Híressé vált az ún. Kocsis-felhőfejes.

## Pályafutása
Már tizenhét évesen a Ferencvárosi TC első csapatának a csatára volt. 1950-ben a Budapesti Honvédba igazolt, ahol már Bozsik József és Puskás Ferenc is játszott, az 1952-es nyári olimpián Helsinkiben olimpiai aranyat nyert a magyar válogatottal. A válogatottban 68 alkalommal 75 gól ért el (1,103 átlag), ami mostanáig csúcsteljesítmény. Kocsis játszott 1953. november 25-én a Wembleyben, amikor kilencven év óta először vereséget szenvedett otthonában az angol labdarúgó-válogatott. Az 1954-es labdarúgó-világbajnokságon Svájcban 11 gólt rúgott, ezzel ott gólkirály lett.
Az 1956-os magyar forradalom leverése idején külföldön volt és onnan nem tért haza, előbb Svájcban a Young Fellows Zürich, azután 1958 és 1966 között az FC Barcelona játékosa volt. Nehéz, halálfélelemmel súlyosbított betegség közepette (leukémiát és gyomorrákot diagnosztizáltak) végül tisztázatlan körülmények között kizuhant – kiugrott vagy kiesett – egy barcelonai kórház harmadik emeletéről, néhány hónappal ötvenedik születésnapja előtt.
Hamvait 2012-ben hazahozták. A budapesti Szent István-bazilika kriptájában történő ünnepélyes újratemetését az Aranycsapat Alapítvány elnöke, Kű Lajos szervezte meg, Kubatov Gábornak, az FTC elnökének és Tarlós István főpolgármesternek támogatásával.
2012. szeptember 21-én délután, születésének 83. évfordulóján gyászszertartás keretében helyezték földi maradványait örök nyugalomra.
2019. szeptember 21-én a Ferencváros stadionja előtt szobrot avattak a tiszteletére.

## Sikerei, díjai

### Klubcsapatban
Ferencváros
- Magyar bajnokság
  - bajnok (1): 1948–49
  - ezüstérmes (1): 1949–50
  - bronzérmes (1): 1947–48

 Bp. Honvéd
- Magyar bajnokság
  - bajnok (4): 1950-ősz, 1952, 1954, 1955
  - ezüstérmes (2): 1951, 1953
  - gólkirály (3): 1951 (30), 1952 (36), 1954 (33)
- Magyar kupa (MNK)
  - döntős (1): 1955

 Barcelona
- Spanyol bajnokság
  - bajnok (2): 1958–59, 1959–60
  - ezüstérmes (2): 1961–62, 1963–64
  - bronzérmes (1):  1965–66
- Spanyol kupa (Copa del Rey/Copa del Generalísimo)
  - győztes (1): 1959, 1963
- Bajnokcsapatok Európa-kupája (BEK)
  - döntős (1): 1960–61
- Vásárvárosok kupája:
  - győztes (1): 1958-1960
  - döntős (1): 1961-1962

#### Válogatottal
- Magyarország:
  - Olimpiai-bajnok (1): 1952
  - Európa Kupa-győztes (1): 1953
  - Világbajnoki-ezüstérmes (1): 1954
- A világbajnokság gólkirálya: 1954, Svájc (11 gól, 5 mérkőzésen)
- A legjobb gólátlag a vb-n: 2,2

#### Egyéb kitüntetések
- Magyar Köztársasági Sportérdemérem ezüst fokozat (1949)[9]
- A Magyar Népköztársaság kiváló sportolója (1951)[10]
- Munka Érdemrend (1953)[11]
- A Magyar Népköztársaság Érdemes Sportolója (1954)[12]

## Statisztika

### Mérkőzései a válogatottban
| Magyarország | Magyarország         | Magyarország                        | Magyarország       | Magyarország | Magyarország  | Magyarország          | Magyarország | Magyarország   |
| #            | Dátum                | Helyszín                            | Hazai              | Eredmény     | Vendég        | Kiírás                | Gólok        | Esemény        |
| ------------ | -------------------- | ----------------------------------- | ------------------ | ------------ | ------------- | --------------------- | ------------ | -------------- |
| 1.           | 1948. június 6.      | Újpest, Megyeri úti stadion         | Magyarország       | 9 – 0        | Románia       | Balkán-kupa           | 2            | 66' 84'        |
| 2.           | 1949. május 8.       | Újpest, Megyeri úti stadion         | Magyarország       | 6 – 1        | Ausztria      | Európa-kupa           | 1            | 23'            |
| 3.           | 1949. június 12.     | Újpest, Megyeri úti stadion         | Magyarország       | 1 – 1        | Olaszország   | Európa-kupa           | -            |                |
| 4.           | 1949. június 19.     | Stockholm, Råsunda Stadion          | Svédország         | 2 – 2        | Magyarország  | barátságos            | 1            | 48'            |
| 5.           | 1949. október 16.    | Bécs, Práter stadion                | Ausztria           | 3 – 4        | Magyarország  | barátságos            | -            |                |
| 6.           | 1949. október 30.    | Újpest, Megyeri úti stadion         | Magyarország       | 5 – 0        | Bulgária      | barátságos            | -            |                |
| 7.           | 1949. november 20.   | Újpest, Megyeri úti stadion         | Magyarország       | 5 – 0        | Svédország    | barátságos            | 3            | 9' 49' 56'     |
| 8.           | 1950. április 30.    | Budapest, Megyeri úti stadion       | Magyarország       | 5 – 0        | Csehszlovákia | barátságos            | 2            | 58' 70'        |
| 9.           | 1950. május 14.      | Bécs, Práter-stadion                | Ausztria           | 5 – 3        | Magyarország  | barátságos            | 1            | 7'             |
| 10.          | 1950. június 4.      | Varsó                               | Lengyelország      | 2 – 5        | Magyarország  | barátságos            | -            |                |
| 11.          | 1950. szeptember 24. | Budapest, Megyeri úti stadion       | Magyarország       | 12 – 0       | Albánia       | barátságos            | 2            | 42' 53'        |
| 12.          | 1950. október 29.    | Budapest, Megyeri úti stadion       | Magyarország       | 4 – 3        | Ausztria      | barátságos            | -            | 66'            |
| 13.          | 1950. november 12.   | Szófia, Narodna Armija-stadion      | Bulgária           | 1 – 1        | Magyarország  | barátságos            | -            | 46'            |
| 14.          | 1951. május 27.      | Budapest, Megyeri úti stadion       | Magyarország       | 6 – 0        | Lengyelország | barátságos            | 2            | 27' 70'        |
| 15.          | 1951. október 14.    | Vitkovice                           | Csehszlovákia      | 1 – 2        | Magyarország  | barátságos            | 2            | 21' 87'        |
| 16.          | 1951. november 18.   | Budapest, Megyeri úti stadion       | Magyarország       | 8 – 0        | Finnország    | barátságos            | 2            | 23' 31'        |
| 17.          | 1952. május 18.      | Budapest, Üllői úti stadion         | Magyarország       | 5 – 0        | NDK           | barátságos            | 1            | 46' 59'        |
| 18.          | 1952. május 24.      | Moszkva, Dinamo-stadion             | Moszkva-válogatott | 1 – 1        | Magyarország  | barátságos            | -            |                |
| 19.          | 1952. május 27.      | Moszkva, Dinamo-stadion             | Moszkva-válogatott | 2 – 1        | Magyarország  | barátságos            | -            |                |
| 20.          | 1952. június 15.     | Varsó, CWKS-stadion                 | Lengyelország      | 1 – 5        | Magyarország  | barátságos            | 2            | 7' 42'         |
| 21.          | 1952. június 22.     | Helsinki, Olimpiai Stadion          | Finnország         | 1 – 6        | Magyarország  | barátságos            | 3            | 49' 80' 84'    |
| 22.          | 1952. július 15.     | Turku, Kupittaa stadion (FIN)       | Románia            | 1 – 2        | Magyarország  | olimpiai selejtező    | 1            | 73' 87′        |
| 23.          | 1952. július 21.     | Helsinki, Pallokenttä stadion (FIN) | Magyarország       | 3 – 0        | Olaszország   | olimpiai nyolcaddöntő | 1            | 80'            |
| 24.          | 1952. július 24.     | Kotka, Kotka stadion (FIN)          | Magyarország       | 7 – 1        | Törökország   | olimpiai negyeddöntő  | 2            | 32' 72'        |
| 25.          | 1952. július 28.     | Helsinki, Olimpiai Stadion (FIN)    | Magyarország       | 6 – 0        | Svédország    | olimpiai elődöntő     | 2            | 58' 63'        |
| 26.          | 1952. augusztus 2.   | Helsinki, Olimpiai Stadion (FIN)    | Jugoszlávia        | 0 – 2        | Magyarország  | olimpiai döntő        | -            |                |
| 27.          | 1952. szeptember 20. | Bern, Wankdorf Stadion              | Svájc              | 2 – 4        | Magyarország  | Európa-kupa           | 1            | 56'            |
| 28.          | 1952. október 19.    | Budapest, Megyeri úti stadion       | Magyarország       | 5 – 0        | Csehszlovákia | barátságos            | 3            | 27' 37' 78'    |
| 29.          | 1953. április 26.    | Budapest, Megyeri úti stadion       | Magyarország       | 1 – 1        | Ausztria      | barátságos            | -            |                |
| 30.          | 1953. május 17.      | Róma, Olimpiai Stadion              | Olaszország        | 0 – 3        | Magyarország  | Európa-kupa           | -            |                |
| 31.          | 1953. július 5.      | Stockholm, Råsunda Stadion          | Svédország         | 2 – 4        | Magyarország  | barátságos            | 1            | 76'            |
| 32.          | 1953. október 4.     | Prága, Hadsereg-stadion             | Csehszlovákia      | 1 – 5        | Magyarország  | barátságos            | -            | 46'            |
| 33.          | 1953. november 25.   | London, Wembley Stadion             | Anglia             | 3 – 6        | Magyarország  | barátságos            | -            |                |
| 34.          | 1954. február 12.    | Kairó                               | Egyiptom           | 0 – 3        | Magyarország  | barátságos            | -            | 46'            |
| 35.          | 1954. április 11.    | Bécs, Práter-stadion                | Ausztria           | 0 – 1        | Magyarország  | barátságos            | -            | 65'            |
| 36.          | 1954. május 23.      | Budapest, Népstadion                | Magyarország       | 7 – 1        | Anglia        | barátságos            | 2            | 31' 56'        |
| 37.          | 1954. június 17.     | Zürich, Hardturm stadion (SUI)      | Magyarország       | 9 – 0        | Dél-Korea     | vb-csoportkör         | 3            | 24' 36' 50'    |
| 38.          | 1954. június 20.     | Bázel, St. Jakob stadion (SUI)      | Magyarország       | 8 – 3        | NSZK          | vb-csoportkör         | 4            | 2' 21' 68' 77' |
| 39.          | 1954. június 27.     | Bern, Wankdorfstadion (SUI)         | Magyarország       | 4 – 2        | Brazília      | vb-negyeddöntő        | 2            | 9' 88'         |
| 40.          | 1954. június 30.     | Lausanne, Olimpiai Stadion (SUI)    | Magyarország       | 4 – 2        | Uruguay       | vb-elődöntő           | 2            | 112' 117'      |
| 41.          | 1954. július 4.      | Bern, Wankdorf Stadion (SUI)        | NSZK               | 3 – 2        | Magyarország  | vb-döntő              | -            |                |
| 42.          | 1954. szeptember 19. | Budapest, Népstadion                | Magyarország       | 5 – 1        | Románia       | barátságos            | 2            | 20' 35'        |
| 43.          | 1954. szeptember 26. | Moszkva, Dinamo-stadion             | Szovjetunió        | 1 – 1        | Magyarország  | barátságos            | 1            | 59'            |
| 44.          | 1954. október 10.    | Budapest, Népstadion                | Magyarország       | 3 – 0        | Svájc         | barátságos            | 2            | 9' 32'         |
| 45.          | 1954. október 24.    | Budapest, Népstadion                | Magyarország       | 4 – 1        | Csehszlovákia | barátságos            | 3            | 11' 60' 74'    |
| 46.          | 1954. november 14.   | Budapest, Népstadion                | Magyarország       | 4 – 1        | Ausztria      | barátságos            | 1            | 66'            |
| 47.          | 1954. december 8.    | Glasgow, Hampden Park               | Skócia             | 2 – 4        | Magyarország  | barátságos            | 1            | 90'            |
| 48.          | 1955. április 24.    | Bécs, Práter-stadion                | Ausztria           | 2 – 2        | Magyarország  | Európa-kupa           | -            |                |
| 49.          | 1955. május 8.       | Oslo, Ullevaal Stadion              | Norvégia           | 0 – 5        | Magyarország  | barátságos            | 1            | 19' 46'        |
| 50.          | 1955. május 11.      | Stockholm, Råsunda Stadion          | Svédország         | 3 – 7        | Magyarország  | barátságos            | 3            | 16' 29' 81'    |
| 51.          | 1955. május 15.      | Koppenhága, Boldklub-pálya          | Dánia              | 0 – 6        | Magyarország  | barátságos            | 2            | 21' 52'        |
| 52.          | 1955. május 19.      | Helsinki, Olimpiai Stadion          | Finnország         | 1 – 9        | Magyarország  | barátságos            | -            | 46'            |
| 53.          | 1955. május 29.      | Budapest, Népstadion                | Magyarország       | 3 – 1        | Skócia        | barátságos            | 1            | 58'            |
| 54.          | 1955. szeptember 17. | Lausanne, Olimpiai Stadion          | Svájc              | 4 – 5        | Magyarország  | Európa-kupa           | 1            | 26'            |
| 55.          | 1955. szeptember 25. | Budapest, Népstadion                | Magyarország       | 1 – 1        | Szovjetunió   | barátságos            | -            |                |
| 56.          | 1955. október 2.     | Prága, Strahov-stadion              | Csehszlovákia      | 1 – 3        | Magyarország  | Európa-kupa           | 1            | 6'             |
| 57.          | 1955. október 16.    | Budapest, Népstadion                | Magyarország       | 6 – 1        | Ausztria      | Európa-kupa           | 1            | 61'            |
| 58.          | 1955. november 13.   | Budapest, Népstadion                | Magyarország       | 4 – 2        | Svédország    | barátságos            | -            |                |
| 59.          | 1955. november 27.   | Budapest, Népstadion                | Magyarország       | 2 – 0        | Olaszország   | Európa-kupa           | -            |                |
| 60.          | 1956. április 29.    | Budapest, Népstadion                | Magyarország       | 2 – 2        | Jugoszlávia   | Európa-kupa           | -            |                |
| 61.          | 1956. május 20.      | Budapest, Népstadion                | Magyarország       | 2 – 4        | Csehszlovákia | Európa-kupa           | -            |                |
| 62.          | 1956. június 3.      | Brüsszel, Heysel Stadion            | Belgium            | 5 – 4        | Magyarország  | barátságos            | 2            | 28' 31'        |
| 63.          | 1956. június 9.      | Lisszabon, Luz Stadion              | Portugália         | 2 – 2        | Magyarország  | barátságos            | 1            | 51'            |
| 64.          | 1956. július 15.     | Budapest, Népstadion                | Magyarország       | 4 – 1        | Lengyelország | barátságos            | 2            | 40' 64'        |
| 65.          | 1956. szeptember 16. | Belgrád, JNA-stadion                | Jugoszlávia        | 1 – 3        | Magyarország  | Európa-kupa           | 1            | 26' 67'        |
| 66.          | 1956. szeptember 23. | Moszkva, Lenin-stadion              | Szovjetunió        | 0 – 1        | Magyarország  | barátságos            | -            |                |
| 67.          | 1956. október 7.     | Párizs, Colombes Stadion            | Franciaország      | 1 – 2        | Magyarország  | barátságos            | 1            | 87'            |
| 68.          | 1956. október 14.    | Bécs, Práter-stadion                | Ausztria           | 0 – 2        | Magyarország  | barátságos            | -            |                |
|              | Összesen             |                                     |                    | 68           | mérkőzés      |                       | 75           | gól            |

## Emlékezete
- 2011. november 25-én a londoni 6:3-as győzelem évfordulóján MÁV 470 010-4 számú Siemens Taurus mozdonyára az Aranycsapat tagjaként Kocsis Sándor is felkerült. A vállalat így állított a legendás csapatnak emléket.[13]
- Alakja felbukkan (említés szintjén) Kondor Vilmos magyar író Budapest novemberben című, 2012-ben megjelent bűnügyi regényében.
- 2012. október 3-án posztumusz Budapest díszpolgárává választották.[14]
- Emlékműve a Kálvária téren (2014)[15][16]
- Kocsis Sándor Sportközpont Kőbányán (2015)[17]
- 2018. március 20-án posztumusz Józsefváros díszpolgárává választották.[18]
- Budapest III. ker.-ben a Testvérhegy és Csúcshegy között húzódó Harsány lejtő közterületet Kocsis Sándor útra nevezték át.